# Frase nucleare
Per "frase nucleare" (ma anche frase elementare o frase minima), in linguistica, si intende una nozione intuitiva, definita dalla grammatica tradizionale in modi approssimativi e talvolta fantasiosi, che rinvia all'esistenza di frasi non composte da altre frasi. Varie definizioni tradizionali indicano che la frase nucleare è costituita dai soli soggetto e predicato. Sempre secondo questo impianto tradizionale, le frasi nucleari comporrebbero insieme strutture più complesse, denominate "periodi".
Tradizionalmente, dal novero delle frasi nucleari restano escluse proposizioni interrogative, imperative e subordinate. Sarebbero frasi nucleari, dunque, solo frasi dichiarative attive, che contengano cioè asserzioni, espresse soltanto con diatesi attiva. Due ulteriori condizioni perché si possa parlare di "frase nucleare" è che la frase contenga un verbo di modo finito (semplice o composto) ed esprima un senso compiuto.
La frase nucleare rappresenta il nucleo essenziale della frase semplice. La frase semplice può coincidere con la frase nucleare o contenere dei circostanziali.
Paolo esce.
(frase nucleare)
Paolo esce con Gianni.
(frase semplice)